# Soldier (politique)
Pour les articles homonymes, voir Soldier.
Pendant et suivant la Première Guerre mondiale, plusieurs candidats participent aux élections sous la bannière de Soldiers (Soldats). Ils étaient enregistrés sous la bannière de Soldier Party ou parfois sous l'étiquette Soldier-Farmer Party, Soldier-Labour Party ou Indenpendent Soldier.
Parmi les candidats élus sous cette étiquette:
- Joseph McNamara (en), élu dans la circonscription provinciale ontarienne de Riverdale dans la région de Toronto. Durant son mandat, il est généralement en support avec le gouvernement de coalition de Ernest Charles Drury qui unissait les United Farmers of Ontario et le Parti travailliste[1].
- Francis William Henry Giolma, élu dans la circonscription provinciale britanno-colombienne de Victoria City[2].

La politique durant la période d'entre-deux-guerres étant grandement influencée par les impacts sociétaux sur les vétérans.